# Plebiscyt Przeglądu Sportowego 1935
10. Plebiscyt Przeglądu Sportowego na najlepszego sportowca Polski zorganizowano w 1935 roku.

## Wyniki
1. Roger Verey - wioślarstwo (25 318 pkt.)
2. Kazimierz Kucharski - lekkoatletyka (24 971)
3. Stanisława Walasiewicz - lekkoatletyka (21 702)
4. Stanisław Marusarz - narciarstwo (14 814)
5. Jadwiga Jędrzejowska - tenis (14 157)
6. Szapsel Rotholc - boks (11 220)
7. Wilhelm Schneider - lekkoatletyka (10 919)
8. Henryk Chmielewski - boks (9663)
9. Bolesław Napierała - kolarstwo (6442)
10. Jan Kotlarczyk - piłka nożna (5180)